# Henschel DH 850 D
Die Henschel DH 850 D ist eine vierachsige Diesellokomotive mit Stangenantrieb, die für den schweren Rangier- und mittleren Streckendienst konzipiert wurde. Sie wurde in 14 Exemplaren von 1957 bis 1963 von Henschel in Kassel gebaut und in verschiedenen Industriebetrieben sowie bei einigen Privatbahnen verwendet. Einige Lokomotiven sind noch vorhanden, wobei allerdings einige Sichtmeldungen viele Jahre zurückliegen.

## Entwicklung
Die Lokomotive gehört zur dritten Generation von Henschel-Diesellokomotiven und besitzt eine dieselhydraulische Antriebsanlage und den Stangenantrieb. Die Typenbezeichnung gibt die Art der Kraftübertragung, die Motorleistung in PS und die Achsfolge an.
Von den 14 gebauten Lokomotiven ging die Mehrzahl an größere Betriebe in Deutschland, es erhielten auch:
- die Söhrebahn zwei Lokomotiven,
- die Hersfelder Kreisbahn zwei Lokomotiven und
- die Butzbach-Licher Eisenbahn eine Lokomotive.[1]

## Technik
Die Lokomotive mit Mittelführerstand besitzt zwei unterschiedlich große Vorbauten für die Maschinenanlage. Charakteristisch sind die Abschrägungen der Vorbauten zur Verbesserung der Streckensicht des Lokführers.
Der Dieselmotor, ein wassergekühlter 12-Zylinder-4-Takt-Dieselmotor von Mercedes-Benz, befindet sich im kleineren Vorbau und das Strömungsgetriebe von Voith im größeren. Die Kraftübertragung geschieht durch eine Gelenkwelle unter dem Führerhausboden. Nach dem Strömungsgetriebe ist noch ein Wendegetriebe angeordnet, über eine mittig gelagerte Blindwelle, Treib- und Kuppelstangen werden die Achsen angetrieben. Zur Verbesserung der Kurvenläufigkeit sind die Antriebsräder in Beugniot-Gestellen angeordnet, die es den Fahrzeugen ermöglicht, Kurvenradien bis 80 Metern zu befahren.
Einige Lokomotiven waren mit einer Dampfheizeinrichtung ausgerüstet, die Lokomotiven sind mit der indirekten Bremse Bauart Knorr versehen. Als Signaleinrichtung hatten sie zusätzlich zu den üblichen Einrichtungen ein Läutewerk.

## Einsatz

### Hersfelder Kreisbahn 30 und 31
Die Hersfelder Kreisbahn erhielt 1959 von Henschel die erste Lokomotive und gab ihr die Bezeichnung 30. Drei Jahre später folgte eine zweite mit der Bezeichnung 31. Im Gegensatz zur 30 hatte sie eine Dampfheizeinrichtung erhalten, um auch Personenzüge auf der Kreisbahn zu befördern. Äußerlich war dies an den nicht abgeschnittenen Enden des größeren Vorbaues zu sehen. Mit steigenden Zuglasten genügte die Leistung der beiden Loks bald nicht mehr, sodass es zum Einsatz der V 320 001 kam. Die beiden Henschel-DH 800 D wurden daraufhin 1977 nach Italien verkauft.

### Söhrebahn 4 und 5
Die beiden an die Söhrebahn gelieferten Lokomotiven wurden nach dem Ende des dortigen Betriebes 1970 von der Deutschen Bundesbahn übernommen, die sie als Baureihe 279 mit den Nummern als 279 001  und 279 002 in ihr Nummernschema einordnete. Die ehemalige No. 4 ging bereits 1971 nach Italien zur Privatbahn Azienda Consorziale Trasporti di Reggio Emilia in Reggio Emilia. Die andere Lokomotive wurde ab 1971 an verschiedene Privatbahnen vermietet und kam im selben Jahr ebenfalls nach Italien zur ACT. 2009 gingen beide Lokomotiven zusammen mit der Eisenbahnsparte der ACT an die Ferrovie Emilia Romagna. Seit 2012 sind sie im Besitz des privaten EVU Dinazzano Po.

### Butzbach-Licher-Eisenbahn V 85
Diese Lokomotive wurde 1961 geliefert und versah hier über 20 Jahre ihren Dienst. Die Lokomotive wurde 1980 nach Italien an die ACT verkauft. 2009 ging sie wie die bei der ACT bereits vorhandenen ehemals der Söhretalbahn gehörenden Exemplare an die FER und 2012 an Dinazzano Po.